# 프로젝트 633형 잠수함
프로젝트 633형 잠수함은 소련이 제작한 디젤 잠수함이다. 제2차 세계 대전 말기에 독일이 개발한 독일 유보트 21형에서 발전된 잠수함이다. 나토에는 로미오급 잠수함으로 보고되었다.
신형 핵잠수함이 개발됨에 따라, 계획된 50척중 20척만이 건조되었다.

## 개요
633형은 613형의 후속함으로서 연안으로 침투해오는 적 해군 함정의 요격을 위해 설계, 건조한 함선으로, 1957년 10월부터 1961년 12월까지 고르키의 크라스노예 소르모보 조선소에서 총 20척이 건조되었다. 연안 작전용으로 설계한 탓에 대양에서의 작전에는 어려움이 따랐다. 여러 나라로 수출되었으며, 특히 중국에서는 대량으로 건조되었다.

## 개량형

### 소련

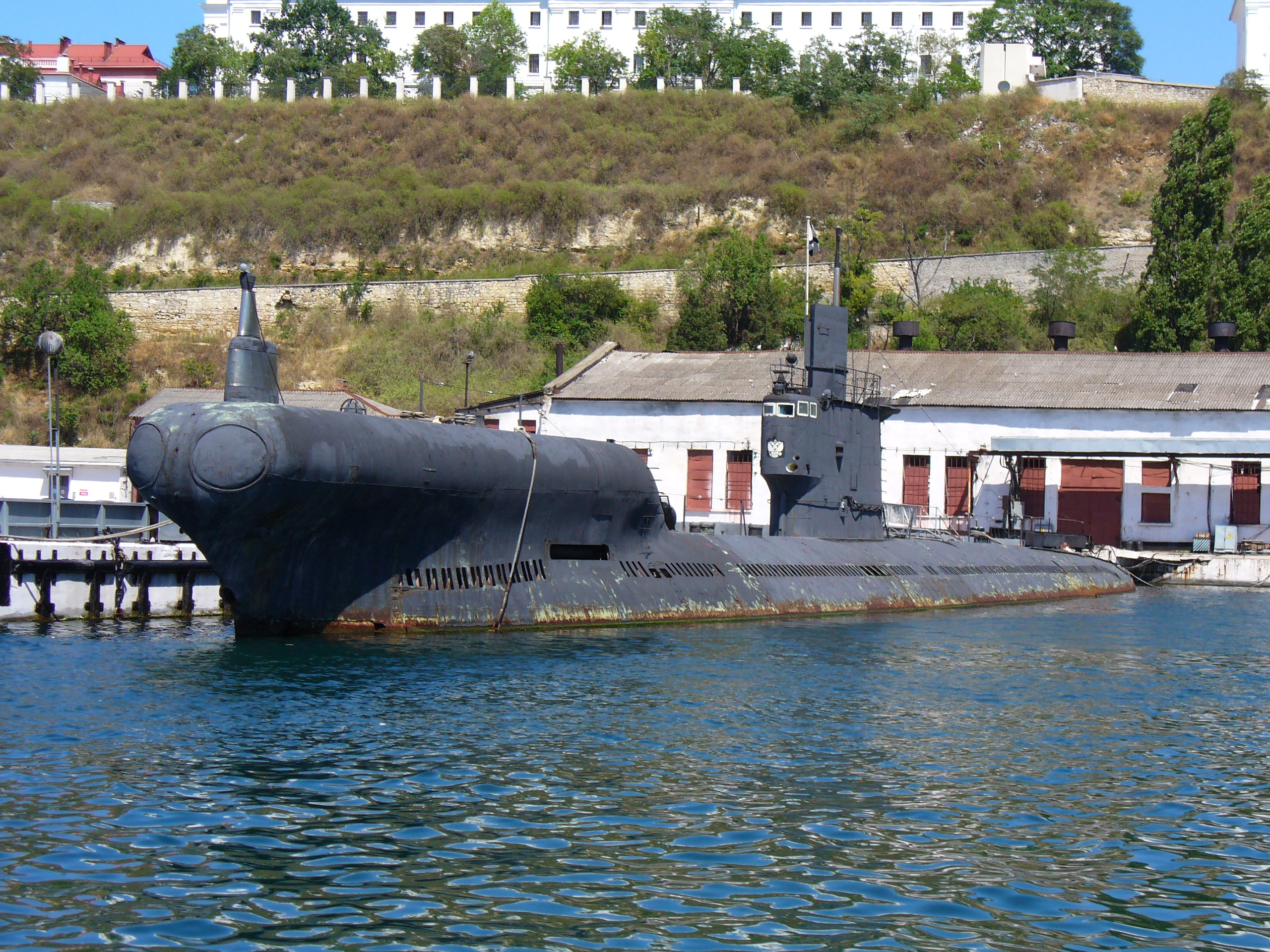
프로젝트 633PB로 개조된 S-49함

- 633PB - S-49함과 S-11함은 미사일 발사 시험을 하기 위해 633RB형으로 개조 되었다.

### 중국

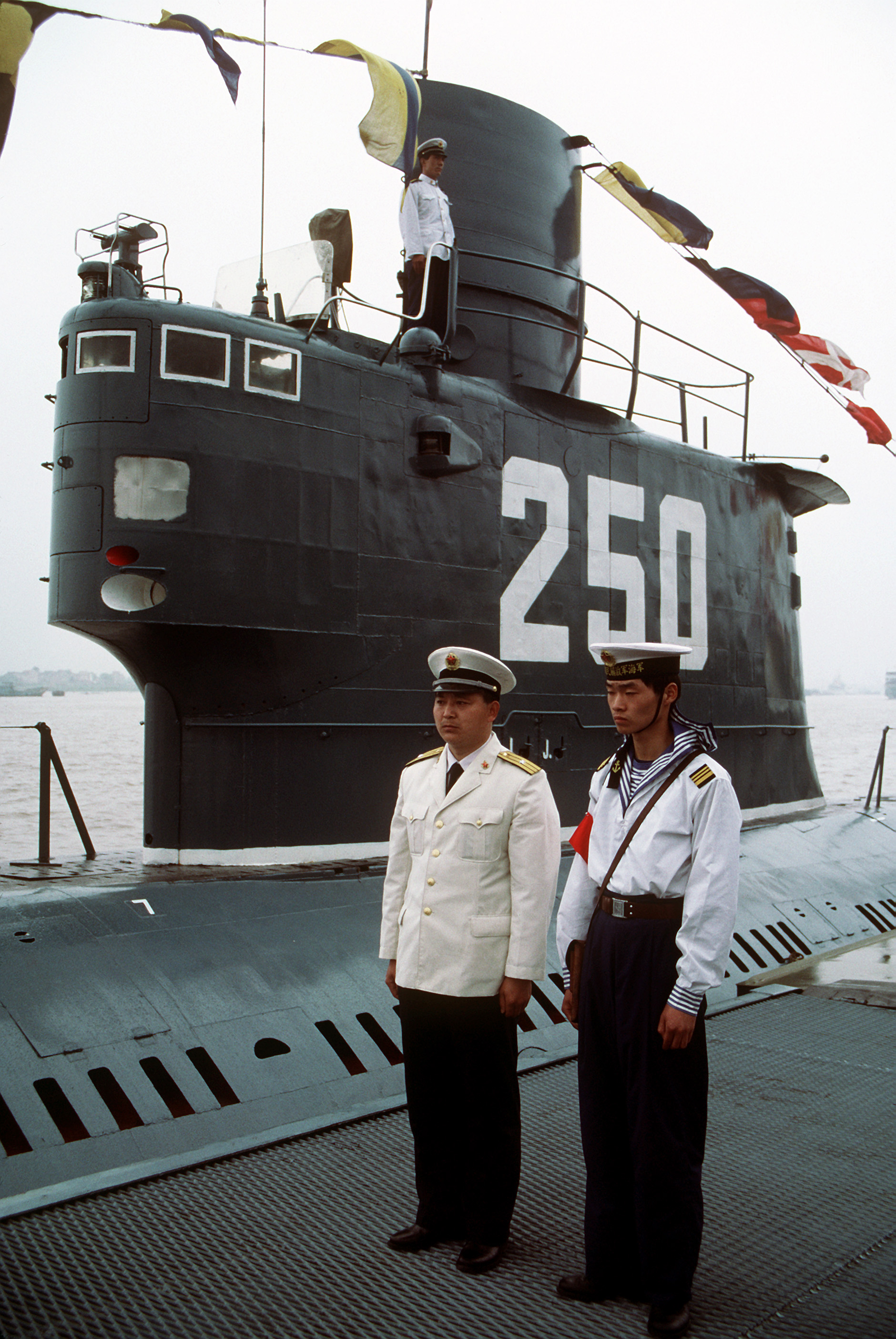
중국의 033형 잠수함. 중국에서 제작된 633형인 033형은 조선민주주의인민공화국에서도 4척을 운용중이다.

중국에서는 633을 033형 잠수함이라는 명칭으로 건조하였다. 또한 633을 기반으로 035형 잠수함(나토 코드: 밍급 잠수함)을 개발하였다. 현재 대부분 퇴역하였고, 31척이 훈련용으로 사용되고 있다.
- 033형 잠수함 - 033형은 633에서 많은 개량이 있었다. 먼저 크기가 커졌고, 연료탑재량도 증대되어 작전지속일수를 늘렸다. 또한 6문의 어뢰발사관을 8문으로 늘렸고, 소음 또한 줄었다. 총 84척이 건조되었다.
- 033G형 - 033형 한 척은 6발의 YJ-1 대함미사일을 운용하는 033G형으로 개조되었다. 표적획득을 위해 MRK-50(나토 코드: 스눕 트레이) 레이다를 장비하고, 또한 프랑스제 DUUX-5 수동소나를 장착 했다.
- 035형(나토 코드: 밍급 잠수함) - 033형을 기반으로 건조한 형식으로, 총 21척이 건조되었다.

## 사용국가
소련 해군 - 모두 퇴역
 중화인민공화국 해군 - 31, 훈련용
 조선민주주의인민공화국 해군 - 22, 중국에서 7척 도입, 자체건조 16척
 알제리 해군
 불가리아 해군 - 1
 시리아 해군 - 모두 퇴역
 이집트 해군 - 6
 미얀마 해군 - 2

## 같이 보기
- 035형 잠수함